# Jacques Nguyên Van Mâu
Jacques Nguyên Van Mâu  , né le 22 janvier 1914 à Bà Ria, du temps de l'Indochine française, et mort le 31 janvier 2013 à Vinh Long au Viêt Nam, est un prélat catholique vietnamien, évêque de Vinh Long de 1968 à 2001. Sa devise est Amor et labor.

## Biographie
Jacques Nguyên Van Mâu est le benjamin de quatre enfants. Il entre au petit séminaire de Saïgon en 1926. Il a été ordonné prêtre en 1940. Il est vicaire puis curé de paroisse dans diverses paroisses du vicariat apostolique. Il enseigne au séminaire à partir de 1961, puis il est recteur du grand séminaire Saint-Joseph de Saïgon de 1966 à 1968 dans le contexte de la guerre du Viêt Nam.  
En 1968, il est nommé évêque de Vinh Long. Il est consacré le 12 septembre 1968 par Mgr Angelo Palmas, délégué apostolique au Viêt Nam du Sud,  à la cathédrale Notre-Dame de Saïgon. En avril 1975, la république du Viêt Nam tombe aux mains des communistes du Nord. Les séminaires sont fermés, les écoles et les biens de l'Église confisqués. 
En août 1975, le Saint-Siège lui nomme un évêque auxiliaire, Mgr Raphaël Nguyên Van Diep (qui démissionne en 2000). Il laisse la place à Mgr Thomas Nguyên Van Tan, nommé évêque coadjuteur avec droit de succession. Mgr Nguyên Van Mâu prend sa retraite en 2001. Lorsqu'il était arrivé en 1968, il était le pasteur de 40 000 catholiques, trente trois ans plus tard à son départ ils sont 200 000. Il meurt presque centenaire à soixante treize ans de sacerdoce. Ses funérailles sont célébrées le 4 février 2013 à la cathédrale devant plus de cinq mille fidèles.

## Sources
- Profil sur Catholic hierarchy